# كريس ويلسون
كريس ويلسون (بالألمانية: Chris Wilson) (و. 1967  م) هو مصارع رياضي كندي، ولد في وينيبيغ، شارك في الألعاب الأولمبية الصيفية 1992.

## روابط خارجية
- كريس ويلسون على موقع قاعدة بيانات المصارعة الدولية (الإنجليزية)
- كريس ويلسون على موقع أوليمبيديا (الإنجليزية)
- كريس ويلسون على موقع اللجنة الأولمبية الكندية (الإنجليزية)